# Hawker Hind
Гоукер Хайнд (англ. Hawker Hind) — британський легкий бомбардувальник, що перебував на озброєнні Королівських ВПС Великої Британії в міжвоєнний період. Літак розроблявся на базі легкого бомбардувальника Hawker Hart як тимчасова заміна останнього, до прийняття на озброєння Fairey Battle.

## Історія

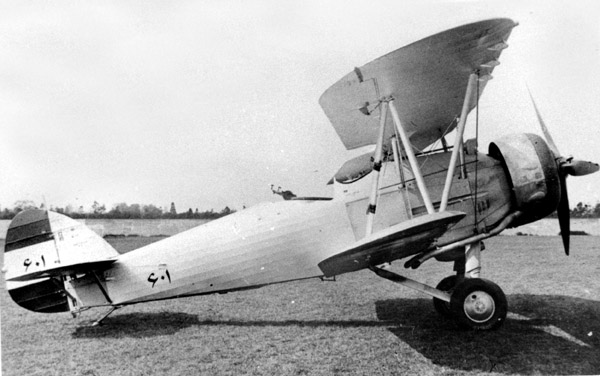
Hawker Hind Королівських ВПС Ірану

З початком розширення Королівських ВПС Великої Британії в 1934 році міністерство авіації Великої Британії видало специфікацію G.7/34 на створення легкого бомбардувальника як тимчасову міру, допоки заплановані Fairey Battle і Bristol Blenheim не були готові. Hawker Aircraft вирішила запропонувати ще одну варіацію свого легкого бомбардувальника Hawker Hart, але з новим двигуном Rolls-Royce Kestrel V. Окрім двигуна були перероблені кабіни пілота і бомбардира, останній тепер міг розміщуватися лежачи для зручності огляду, а також додано заднє колесо шасі замість стандарної лижі.
Прототип літака, що отримав назву «Хайнд» (англ. Hind), вперше піднявся в повітря 12 вересня 1934 року, а через рік 4 вересня в повітря піднявся серійний літак. Того ж року «Хайнди» почали надходити на озброєння. Першим літаки отримала 21-а ескадрилья, незабаром 18-а і 34-а. «Хайнд» виготовлялись надзвичайно швидко і весною 1937 року Бомбардувальне командування мало 338 літаків, ще 114 були під контролем семи допоміжних ескадрилей. Того ж року, «Хайнди» почали замінятись новішими бомбардувальниками, але з'явилась потреба в навчальних бомбардувальників для резерву. Для цього з літака знімалось озброєння, додавалось подвоєне керування, а також відкидну накидку для тренування польотів за приладами.
Окрім Британії «Хайнд» також виготовлявся на експорт для Афганістану, Латвії, Ірану, Португалії, Швейцарії і Югославії. Експортні варіанти часто оснащувались іншими двигунами на замовлення, зокрема Bristol Mercury VIII/IX, Gnome-Rhone Mistral K-9 а також іншими варіантами Rolls-Royce Kestrel.

## Тактико-технічні характеристики
Дані з Consice Guide to British Aircraft of World War II

### Технічні характеристики
- Екіпаж: 2 особи
- Довжина: 9,02 м
- Висота: 3,23 м
- Розмах крила: 11,35 м
- Площа крила: 32,33 м²
- Маса порожнього: 1333 кг
- Максимальна злітна маса: 1989 кг
- Двигун: Rolls-Royce Kestrel V
- Потужність: 640 к. с. (477 кВт.)

### Льотні характеристики
- Максимальна швидкість: 299 км/год (на висоті 5000 м.)
- Практична стеля: 8045 м
- Дальність польоту: 692 км

### Озброєння
- Кулеметне:
  - 1 × 7,7-мм курсовий кулемет Vickers
  - 1 × 7,7-мм кулемет Lewis в кабіні стрільця
- Підвісне:
  - до 227 кг. бомб